# Sōshin Shōjo Matoi
Sōshin Shōjo Matoi (装神少女まとい lit. Matoi, la asesina sagrada?) es una serie de anime producida por White Fox. Fue anunciado en julio de 2016 como la primera serie de anime original de White Fox que se emitió desde el 4 de octubre al 20 de diciembre de 2016.

## Personajes
Matoi Sumeragi (皇まとい Sumeragi Matoi)
Seiyū: Ayaka Suwa
Yuma Kusanagi (草薙ゆま Kusanagi Yuma)
Seiyū: Naomi Ōzora
Claris Tonitolus (クラルス・トニトルス Kurarisu Tonitorusu)
Seiyū: Haruka Tomatsu
Shingo Sumeragi (皇伸吾 Sumeragi Shingo)
Seiyū: Hiroki Tōchi
Shiori Sumeragi (皇 しおり Sumeragi Shiori)
Seiyū: Yuki Kaida
Haruka Luciela (春夏・ルシエラ Haruka Rushiera)
Seiyū: Ayako Kawasumi
Cariot (カリオテ Kariote)
Seiyū: Nobuyuki Hiyama
Hideo Tezuka (手塚秀夫 Tezuka Hideo)
Seiyū: Atsushi Abe
Flors Oriens (フロース・オリエンス Furōsu Oriensu)
Seiyū: Satomi Satō

## Medios de comunicación

### Anime
La serie es producida por White Fox, dirigida por Masayuki Sakoi y escrita por Yōsuke Kuroda, mostrando diseño de los personajes de Mai Toda y música de Tatsuya Kato.
La unidad de Seiyū "Sphere", compuesta de Minako Kotobuki, Ayahi Takagaki, Haruka Tomatsu y Aki Toyosaki, interpretan el ending, "My Only Place".

#### Lista de episodios
| Núm. | Título | Fecha de emisión        |
| ---- | --- | ----------------------- |
| 1    | "Estoy, poseída" "Watashi, Shin Kakattemasu" (私、神懸かってます)                                                                                                   | 4 de octubre de 2016    |
| 2    | "Me aclamó a mi misma una Diosa" "Kamisama, Matoimashimashita" (神様、纏いましました)                                                                               | 11 de octubre de 2016   |
| 3    | "Dios está jugando al tonto" "Kamisama wa Shiranpuri" (神様は知らんぷり)                                                                                            | 18 de octubre de 2016   |
| 4    | "Su resolución y mi razón" "Kanojo no Kakugo to Watashi no Riyū" (彼女の覚悟と私の理由)                                                                             | 25 de octubre de 2016   |
| 5    | "Un tipo especial de ordinario" "Tokubetsuna Futsū" (特別な普通) | 1 de noviembre de 2016  |
| 6    | "Lo siento" "Gomen'nasai" (ごめんなさい) | 8 de noviembre de 2016  |
| 7    | "El océano, aguas termales y a veces espíritus malignos" "Umi to Onsen, Tokidoki Akuryō" (海と温泉、ときどき悪霊)                                                   | 15 de noviembre de 2016 |
| 8    | "Un pequeño deseo" "Chissai na Negai" (ちっさいな願い) | 22 de noviembre de 2016 |
| 9    | "Gracias" "Arigatō" (ありがとう) | 29 de noviembre de 2016 |
| 10   | "La puerta abierta" "Aka Reta Mon" (開かれた門) | 6 de diciembre de 2016  |
| 11   | "Perdí la cabeza" "Ike Kimasu" (いけきます) | 13 de diciembre de 2016 |
| 12   | "Lo ordinario es lo número 1" "Futsū ga Ichiban" (普通がいちばん)                                                                                                   | 20 de diciembre de 2016 |
| OVA  | "Yuma, estábamos juntas ~ y no llevaba nada puesto... verano ~" "Yuma, Matomemashita: Nani mo Kite Nakute... Natsu" (ゆまちん、まとめました～何も着てなくて...夏～) | 27 de diciembre de 2016 |